# Stamhuset Lerchenfeldt
Stamhuset Lerchenfeldt  blev oprettet i 1685 af Peder Madsen Lerche, og  omfattede, ud over Lerchenfeldt, fra 1734 også godset Hessel ved Louns Bredning. Stamhuset  testamenteres i 1735 til geheimeråd Vincents Lerche; dennes søn general greve Christian Lerche ombyttede i   1743 stamhuset med en    fideikommiskapital   og    ophævede det dermed.

## Eksterne kilder og henvisninger
- Trap Danmark 4. udg. bd. 5, 1924
- Træk af Lerchenfeldts historie Arkiveret 30. maj 2010 hos  Wayback Machine